# Romolo Manissero
Romolo Manissero (Pocapaglia, 10 marzo 1881 – Torino, 19 maggio 1951) è stato un aviatore e militare italiano, pioniere dell'aviazione civile e militare italiana, vincitore del raid Torino-Milano-Torino del 1911. Partito volontario insieme al suo aereo per combattere la guerra italo-turca, dove eseguì numerose missioni di ricognizione per fornire informazione ai comandi del Regio Esercito, all'atto del suo rientro in Patria donò allo Stato il suo velivolo Blériot. Socio fondatore della ditta Società Italiana Transaerea–Blériot (SIT-Blériot), che costruiva velivoli su licenza Farman e Blériot, combatte anche durante la prima guerra mondiale.

## Biografia

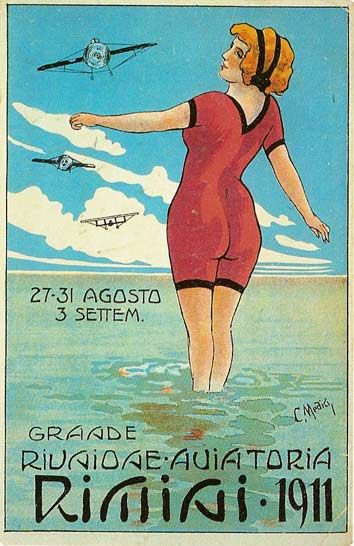
Poster for the 1911 Rimini air meeting.

Nacque a Pocapaglia il 10 marzo 1881, trasferendosi in giovane età a Racconigi insieme al padre e agli zii, diventati imprenditori della seta. Appassionato pilota di motocicletta, e discreto ciclista, nel 1910, dopo aver assistito ad un'esibizione a Milano, si appassionò al mondo dell’aviazione e si recò a Pau, in Francia, presso la scuola di volo diretta da Louis Blériot, con cui strinse amicizia. Il 7 aprile 1911 conseguì il brevetto di pilota d’aviazione, e poco tempo dopo vinse il raid Milano-Torino-Milano su velivolo Blériot, partecipando anche a quello Parigi-Roma-Parigi. Nel corso del 1911 compì numerose esibizioni acrobatiche che riscossero grande successo, e allo scoppio della guerra con la Turchia partì volontario, insieme al suo aereo, per combattere in Libia con il grado di sottotenente del genio. Fu assegnato alla 1ª Squadriglia al comando del tenente Capuzzo, di stanza a Tobruk, inserita nella Flottiglia aviatori volontari al comando dell’Onorevole Carlo Montù, ed eseguì numerose missioni di ricognizione fino al marzo 1912, quando rientrò in Patria, non prima di avere donato il suo aereo allo Stato.
Insieme al cugino Vincenzo, all’ingegnere Alberto Triaca,  all’avvocato Cesare Goria Gatti e allo stesso Blériot fondò a Torino la prima fabbrica italiana di aerei, la Società Italiana Transaerea–Blériot (SIT-Blériot), che realizzò su licenza aerei Farman MF.7 e Blériot XI. Assunto la direzione tecnico-sportiva della società, continuò comunque a volare, e nel 1914 fu il primo pilota italiano ad eseguire la figura acrobatica del cerchio della morte sul campo d’aviazione di Torino-Mirafiori.
Amante del lusso e delle belle donne, in quegli anni si vociferò molto di una sua relazione con l’avvenente attrice Lyda Borelli,  diva del cinema muto che nel 1911, a Rimini, aveva portato in volo sul suo aereo nel corso di un raid: precipitarono e mentre l'attrice non si fece nulla, egli subì un forte colpo alla schiena  che fu all'origini dei guai fisici che ne avrebbero minato vita e carriera.
All’inizio del 1916 il Tenente Manissero rientrò in servizio attivo nel Regio Esercito, assegnato nel mese di ottobre alla Sezione Idro di Desenzano del Garda che il 26 gennaio diventa 1ª Squadriglia Idrovolanti, dove si distinse per aver impegnato combattimento con una formazione di velivoli austro-ungarici nel corso del mese di febbraio.  Rientrato in servizio presso la SIT in qualità di pilota collaudatore, nel corso del 1917, a causa di difficoltà finanziarie, la società dovette essere venduta all’Ansaldo,  ed egli rientrò in servizio attivo nel febbraio 1918, quando fu assegnato alla 270ª Squadriglia idrovolanti, equipaggiata con velivoli FBA, di stanza a Palermo.  Gravemente minato nella salute a causa dei troppi incidenti aerei subiti, che gli causavano fortissimi dolori che doveva combattere con l’uso della morfina, subito dopo la fine della guerra, con il grado di capitano si ritirò a vita privata, a Racconigi insieme alla sua ultima compagna Michelina. Nel 1942 perse la casa a causa di un bombardamento aereo alleato e trascorse gli ultimi anni a Racconigi quasi in miseria. A causa di una caduta dalla sedia a rotelle il sindaco di Racconigi lo fece ricoverare all'ospedale torinese di San Vito, dove si spense il 19 maggio 1951. I funerali si tennero il giorno dopo e videro la partecipazione di numerosissime persone, tra cui molte figure di spicco del mondo dell’aviazione. La salma fu poi tumulata nel cimitero di Pocapaglia.